# Ss.Ss.Ss.Q.E.S.M.
Ss.Ss.Ss.Q.E.S.M. es el «discutible» cuarto álbum de estudio del grupo español Los Pekenikes debido a que la formación completa original no participó en ella. De hecho, de los miembros originales solo participaron Lucas Sainz, Tony Luz y Pedro Luis García, siendo completados en su formación por los colombianos Álvaro Serrano, Yamel Uribe y Guillermo Acevedo y los españoles Rodrigo García, también procedente de Colombia donde había estado con The Speakers, y Juan Jiménez que, junto a los mencionados Guillermo y Yamel, formaron parte del efímero grupo Primer Wagon, grupo fugaz del sello Guitarra. Todos ellos controlados y auspiciados por Alfonso Sainz, que aprovecha la tesitura para abandonar el grupo para siempre e irse de ginecólogo a Estados Unidos, y la capa controladora de Trabuchelli, en nombre de Hispavox que hizo grabar a los músicos sin decirles que el álbum sería de Los Pekenikes.
Por supuesto, los músicos restantes abandonaron la casa Hispavox y durante al menos año y pico funcionaron como Los Pekenikes en directo, creando una situación extraña con dos grupos con el mismo nombre pero distinto personal. Por último, el grupo perjudicado por Hispavox acabó recalando en Movieplay y consiguieron ostentar el nombre oficial.
Este álbum a la postre significó el fin del grupo clásico. Alfonso Sainz no regresó nunca e incluso llevó una intermitente carrera solista hasta su fallecimiento el 17 de abril de 2014 a los 71 años, a dos días del fallecimiento de su antiguo compañero Junior. Lucas, su hermano y Tony Luz también abandonaron el grupo.
Independientemente de la polémica sobre el grupo, el álbum sigue la tónica de los anteriores, si bien, aún más dulcificado y añadiéndole unos toques sudamericanos, provenientes evidentemente, de los músicos colombianos, al menos en parte, pues ya el tema Tren transoceánico a Bucaramanga no es más que un arreglo instrumental al viejo tema Viento inca y aparece además una versión del clásico andino Vasija de barro.
Respecto al resto del repertorio va en la línea del más clásico sonido de la banda, brillando en especial el tema Tabasco, mil veces empleado como sintonía de fondo y entradas de programas en la radio.
Por último, señalemos que el título del álbum es una abreviatura de un formulismo de cortesía ya anticuado en la época usado en las cartas, que significa "Sus seguros servidores que estrechan su mano".
| Cara 1 |                                                                                      |          |  |
| N.º    | Título                                                                               | Duración |  |
| 1.     | «La sombra del viento» (Guillermo Acevedo)                                           | 3:13     |  |
| 2.     | «Persépolis» (Álvaro Serrano)                                                        | 3:30     |  |
| 3.     | «Sol y Sombra» (Juan Jiménez)                                                        | 3:17     |  |
| 4.     | «Vasija de barro» ((Benítez-Valencia))                                               | 3:22     |  |
| 5.     | «Tren transoceánico a Bucaramanga» (A. Serrano - A. Sáinz - T. Luz - I. M. Sequeros) | 3:48     |  |
| 6.     | «Judith» (Tony Luz)                                                                  | 3:01     |  |

| Cara 2 |                                      |          |  |
| N.º    | Título                               | Duración |  |
| 1.     | «Tabasco» (Yamel Uribe/Juan Jiménez) | 2:42     |  |
| 2.     | «Bayón del pato» (L. Sáinz)          | 3:04     |  |
| 3.     | «Trío» (R. García)                   | 3:18     |  |
| 4.     | «Cuchipe» (C. Elías Torres)          | 3:19     |  |
| 5.     | «Romance» (F. Tarrega)               | 3:48     |  |

## Miembros
- Lucas Sainz - Guitarra líder.
- Tony Luz - Guitarra rítmica y guitarra sajona.
- Guillermo Acevedo - Batería y percusión.
- Pedro Luis García - Trompeta y trombón.
- Álvaro Serrano Calderón - Trompeta.
- Rodrigo García - Guitarra y piano.
- Yamel Uribe - Bajo eléctrico y tiple.
- Juan Jiménez - Flauta y saxofón.
- Tito Duarte - Flauta y percusión.
- No se especifica cuáles de los miembros hacen coros, si todos o parte.